# دهستان طغرالجرد
دهستان طغرالجرد، یکی از دهستان‌های بخش طغرالجرد شهرستان کوهبنان در استان کرمان ایران است. مرکز این دهستان، شهر کیان‌شهر است.

## جمعیت
بر پایه سرشماری عمومی نفوس و مسکن در سال ۱۳۹۵، جمعیت دهستان طغرالجرد برابر با ۱٬۳۵۰ نفر بوده‌است.